# Марк-Ентоні Кей
Марк-Ентоні Кей (англ. Mark-Anthony Kaye, нар. 2 грудня 1994, Торонто) — канадський футболіст, півзахисник клубу «Луїсвілл Сіті» та національної збірної Канади.

## Клубна кар'єра
Народився 2 грудня 1994 року в місті Торонто. У 2012 році Кей вступив у Йоркський університет і почав виступати за університетську футбольну команду в національній студентській лізі.
У 2013 році Кей покинув університет і вступив до академії клубу MLS «Торонто». У цьому ж році він провів два матчі й забив один гол за дублюючий склад «Торонто» в лізі резерву MLS, а в 2014 році грав за старшу команду «Академія ТФК» в аматорській League1 Ontario. У серпні 2014 року Кей був відданий в оренду на півсезону в клуб USL Pro «Вілмінгтон Гаммергедс» в рамках програми співпраці між клубами. Його професійний дебют відбувся 23 серпня в матчі проти «Оріндж Каунті Блюз». На наступний день в матчі проти «Лос-Анджелес Гелаксі II» він забив свій перший гол у професійній кар'єрі.
12 березня 2015 року Кей був підписаний клубом «Торонто II», ставши одним з перших гравців новоствореного фарм-клубу «Торонто». Він виходив у стартовому складі в дебютному для клубу матчі USL, грі проти «Чарлстон Беттері» 21 березня. По закінченню сезону клуб не став далі продовжувати контракт з гравцем.
На початку 2016 року Кей уклав угоду з клубом «Луїсвілл Сіті». За «Луїсвілл» він дебютував 26 березня в матчі першого туру сезону проти «Шарлотт Індепенденс». Перший гол за «Луїсвілл» він забив 27 квітня у ворота «Гаррісбург Сіті Айлендерз». Наразі встиг відіграти за команду з Луїсвілла 29 матчів у національному чемпіонаті.

## Виступи за збірні
У травні 2016 року Кей брав участь у товариських матчах олімпійської збірної Канади з олімпійцями Гаяни і Гренади. У березні 2017 року він був у складі олімпійської збірної на міні-турнірі у Катарі, де взяв участь в обох зустрічах канадців — з Узбекистаном та господарями турніру.
13 червня 2017 року дебютував в офіційних іграх у складі національної збірної Канади в товариському матчі проти збірної Кюрасао.
Наступного місяця у складі збірної був учасником Золотого кубка КОНКАКАФ 2017 року у США, на якому зіграв у двох матчах.
Наразі провів у формі головної команди країни 3 матчі.